# سدریک سی محمد
سدریک سی محمد (انگلیسی: Cédric Si Mohamed؛ زاده ۹ ژانویهٔ ۱۹۸۵) یک بازیکن فوتبال اهل الجزایر است.